# From the Bottom
From the Bottom è un album di Bobby Timmons, pubblicato dalla Riverside Records nel 1970. Il disco era stato registrato circa 6 anni prima, all'inizio del 1964 a New York.

## Tracce
Lato A
1. From the Bottom – 4:56 (Bobby Timmons)
2. Quiet Nights of Quiet Stars (Corcovado) – 4:15 (Antônio Carlos Jobim, Eugene Lees)
3. Medley: – 3:35
4. If I Should Lose You – 4:49 (Leo Robin, Ralph Rainger)

Lato B
1. Samba Triste – 3:18 (Baden Powell, Billy Blanco)
2. Someone to Watch Over Me – 6:29 (George Gershwin, Ira Gershwin)
3. Moanin' – 5:25 (Bobby Timmons)

## Musicisti
Bobby Timmons Trio
- Bobby Timmons  - pianoforte (brani: A1, A2, A3, B1 & B2)
- Bobby Timmons - vibrafono (brani: A2 & B2)
- Bobby Timmons  - organo (brano: B3)
- Sam Jones  - contrabbasso (brani: A1, A2, A4, B1, B2 & B3)
- Jimmy Cobb  - batteria (brani: A1, A2, A4, B1, B2 & B3)